# Kosořín
Kosořín (německy Kosorschin) je obec v okrese Ústí nad Orlicí v Pardubickém kraji. Nachází se na jižním okraji města Choceň. Žije zde 196 obyvatel.

## Historie
První písemná zmínka o obci pochází z roku 1292.

## Obyvatelstvo
| Rok            | 1869 | 1880 | 1890 | 1900 | 1910 | 1921 | 1930 | 1950 | 1961 | 1970 | 1980 | 1991 | 2001 | 2011 | 2021 |
| -------------- | ---- | ---- | ---- | ---- | ---- | ---- | ---- | ---- | ---- | ---- | ---- | ---- | ---- | ---- | ---- |
| Počet obyvatel | 170  | 160  | 180  | 178  | 202  | 178  | 213  | 143  | 130  | 126  | 123  | 114  | 122  | 145  | 171  |
| Počet domů     | 33   | 33   | 33   | 33   | 33   | 31   | 37   | 37   | 36   | 34   | 40   | 42   | 42   | 46   | 57   |

## Obecní správa
Mezi lety 1850–1868 patřil  jako osada obce k Zálší v okrese Vysoké Mýto. V letech 1869–1960 byl obcí. V letech 1961–1991 patřil znovu jako část obce k Zálší a od 1. ledna 1992 je opět samostatnou obcí v okrese Ústí nad Orlicí.

### Obecní symboly
Znak a vlajka byly obci uděleny rozhodnutím předsedy Poslanecké sněmovny Parlamentu České republiky dne 22. října 2008.

## Galerie

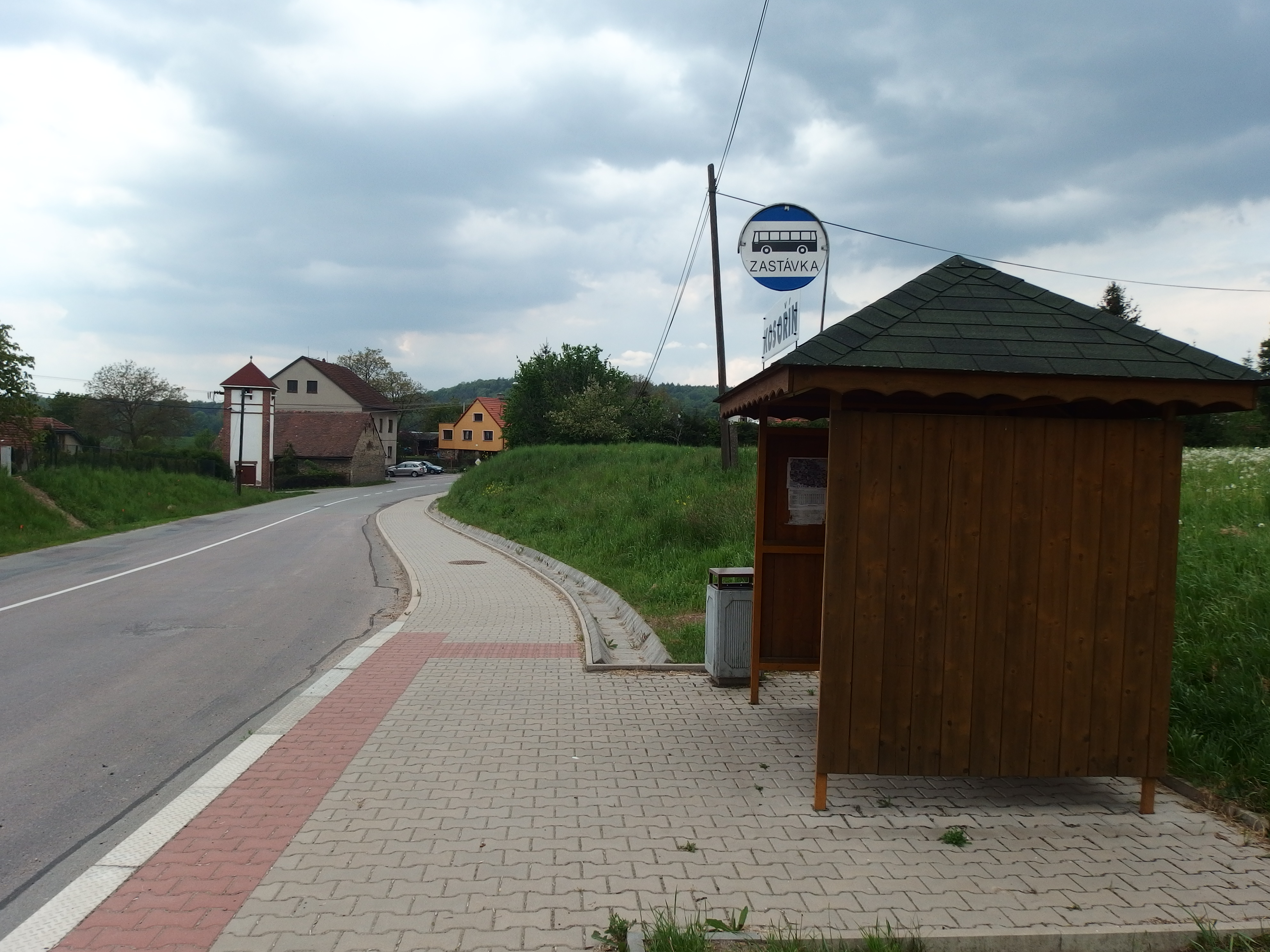
Zastávka
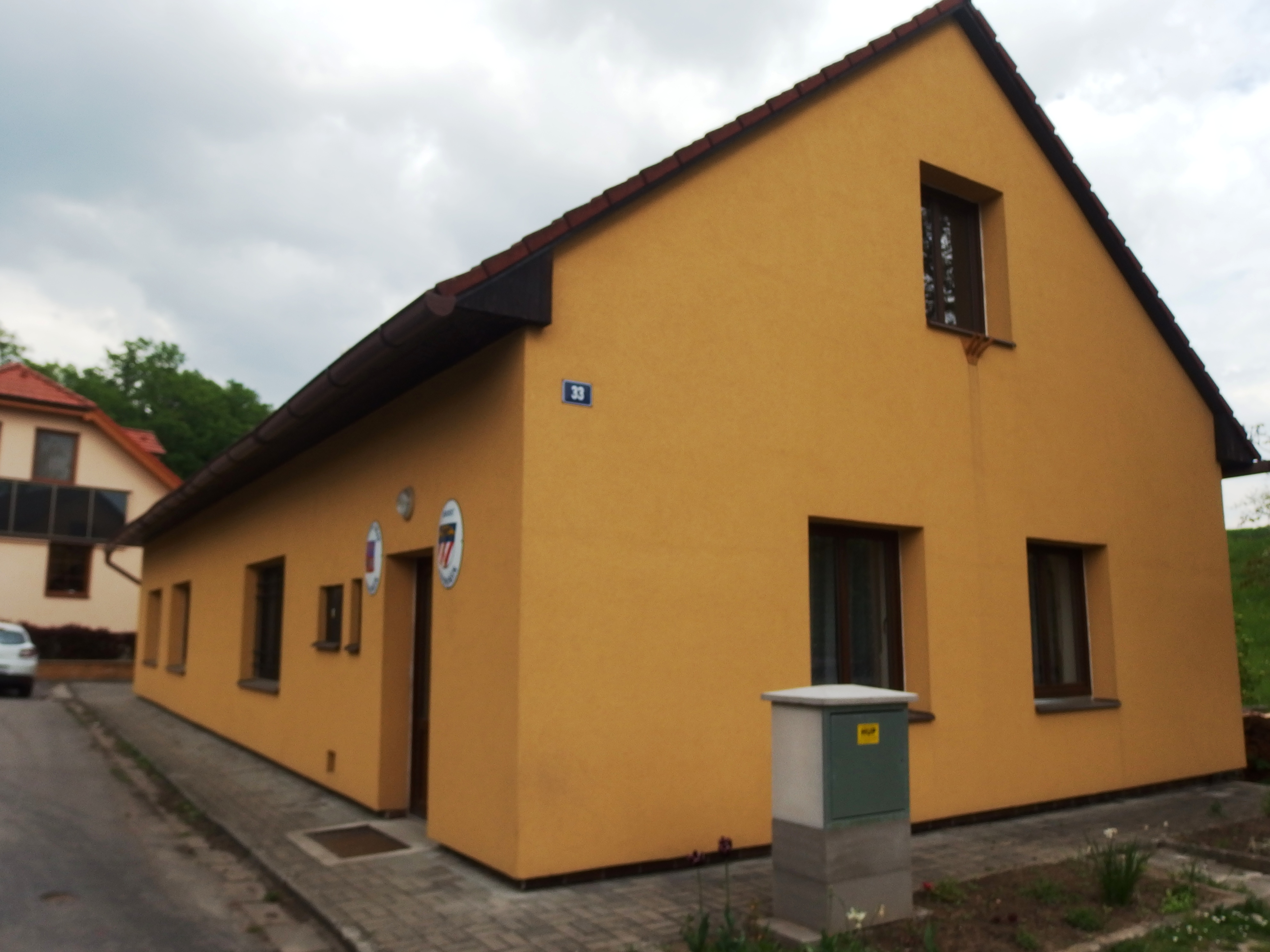
Obecní úřad
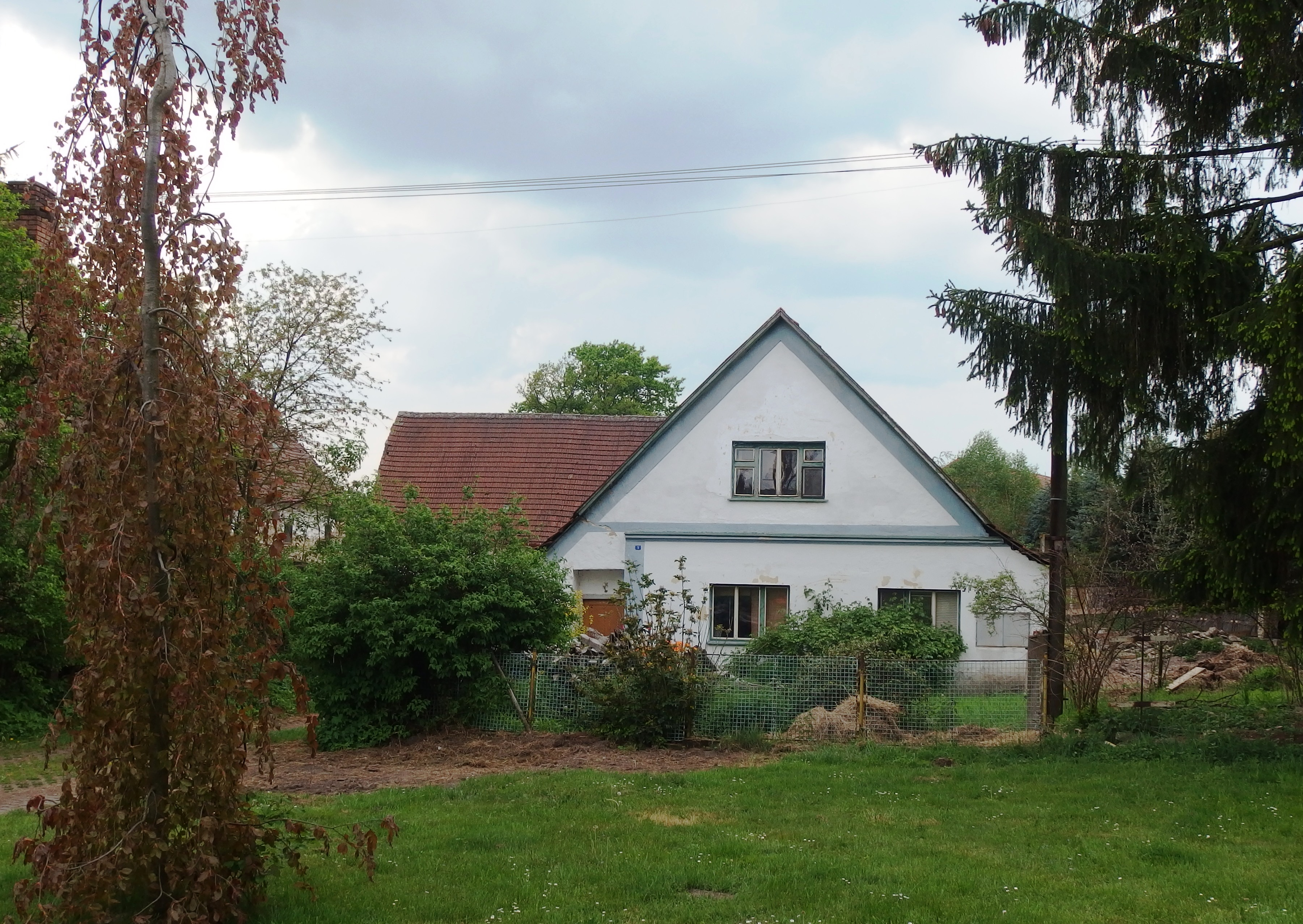
Stavení čp. 1
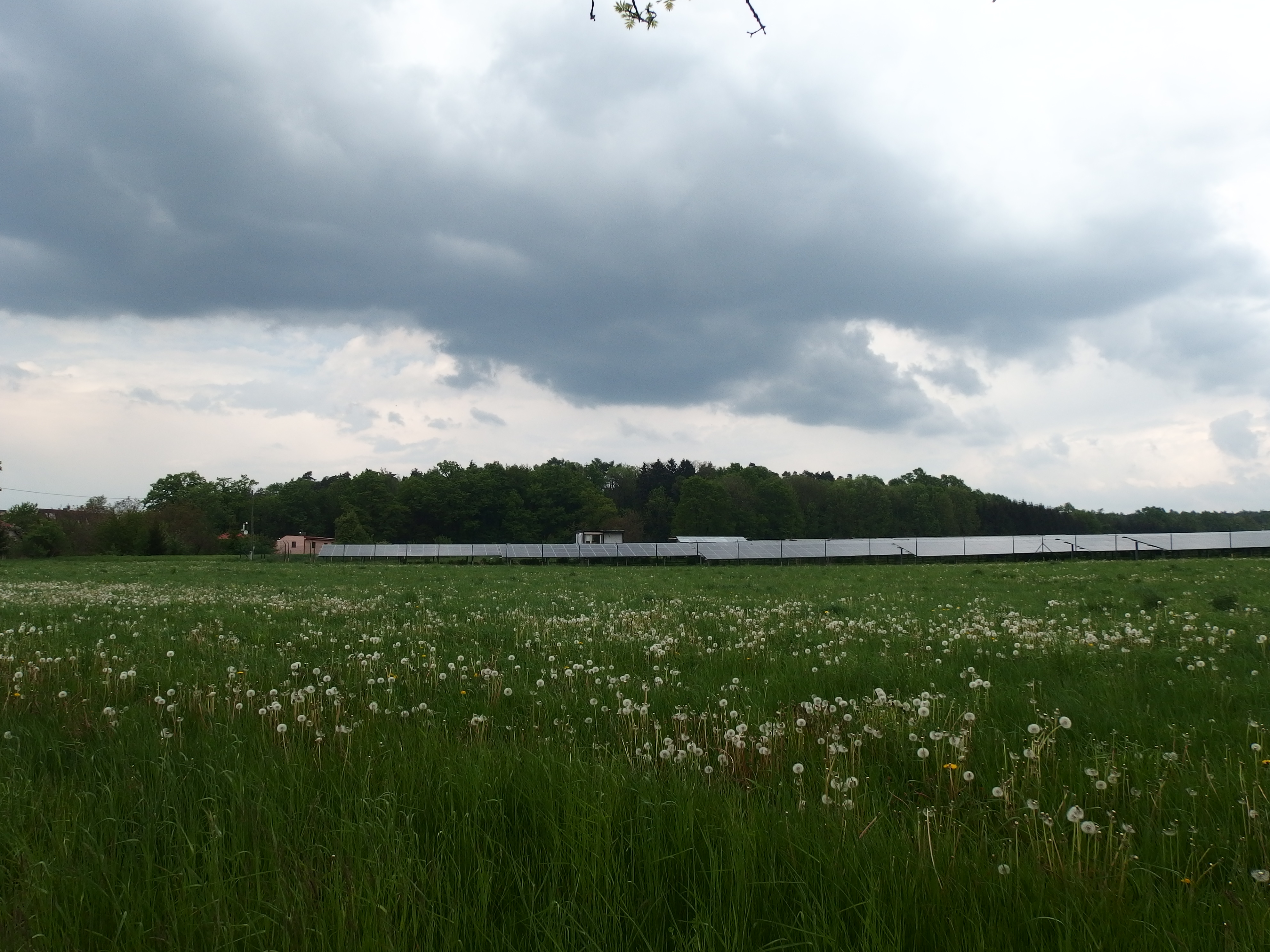
Solární panely
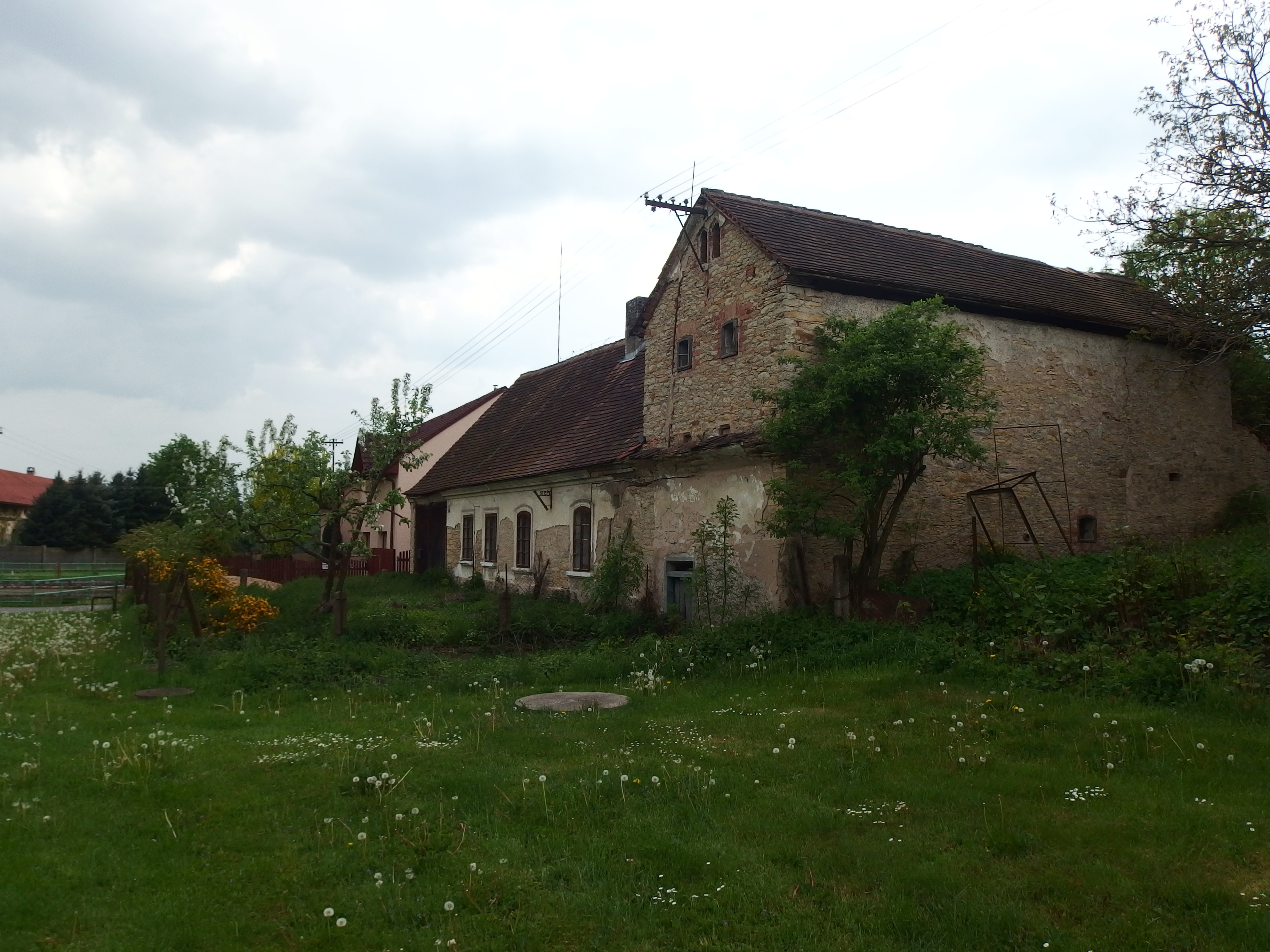
Stavení čp. 18
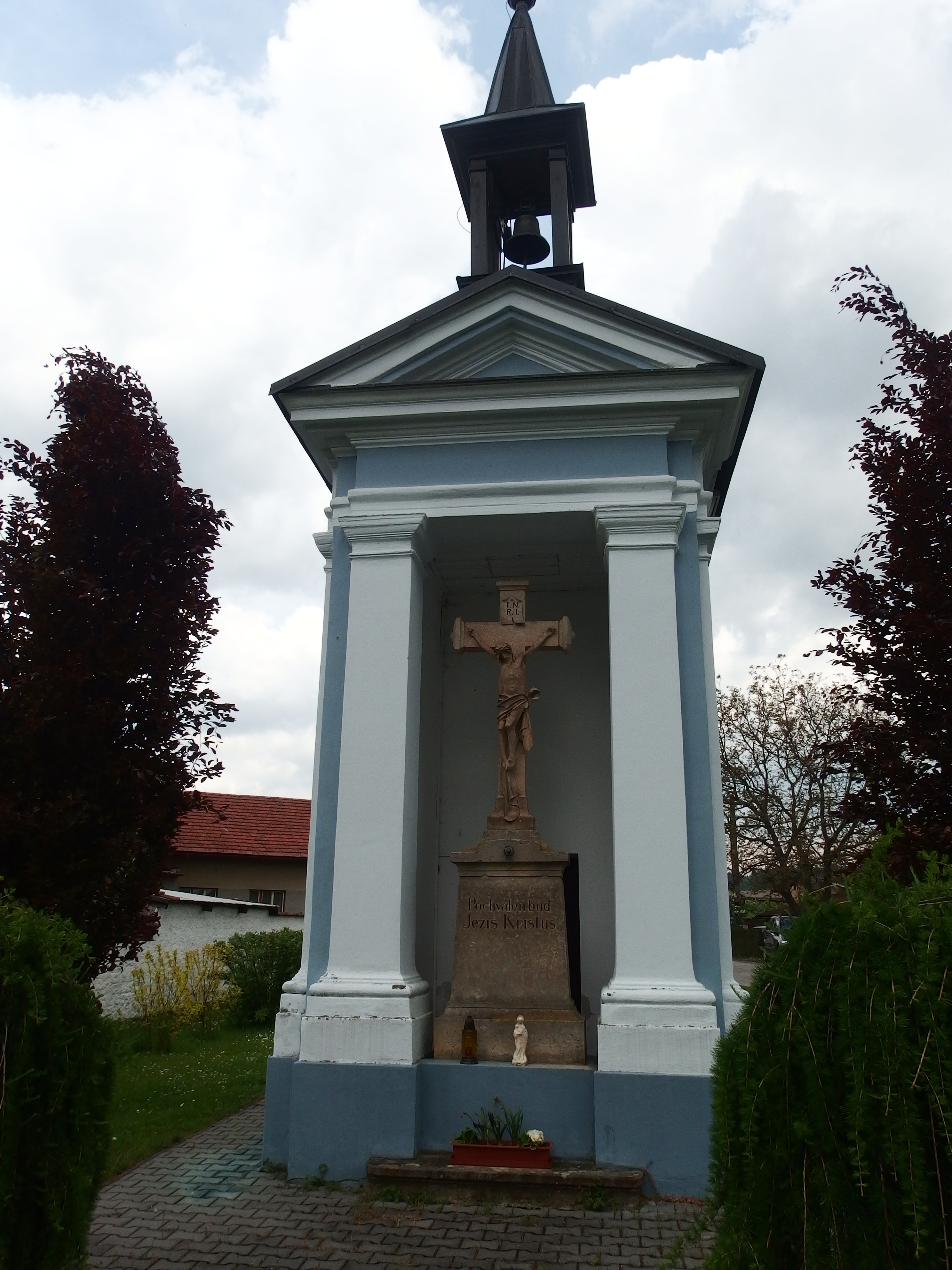
Kaple
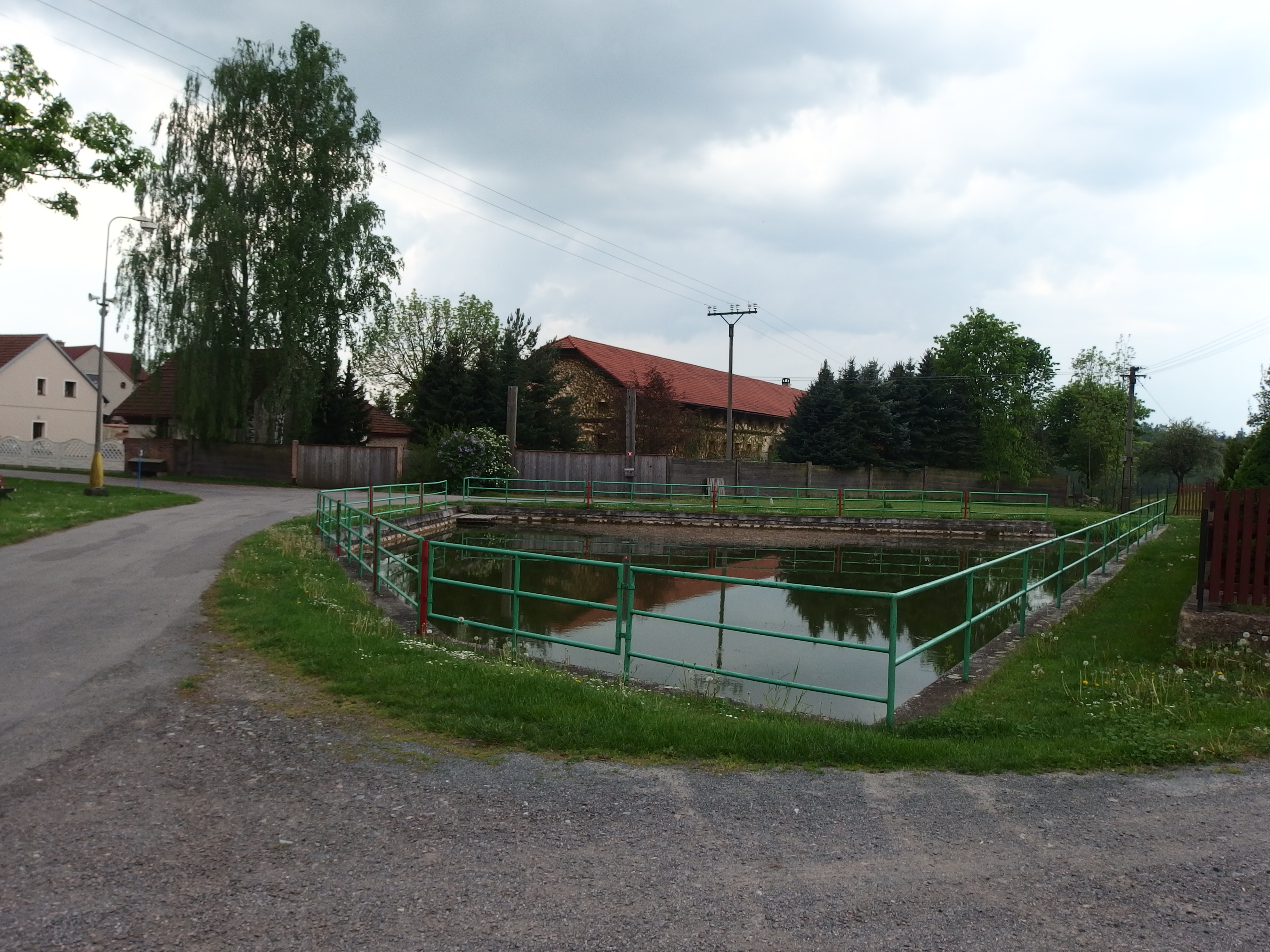
Návesní nádrž